# Seiichi Sakiya
Seiichi Sakiya (Ninoshima, Minami-ku, Hiroshima, Prefectura d'Hiroshima, Japó, 1 de desembre de 1950), és un exfutbolista japonès.

## Selecció japonesa
Seiichi Sakiya va disputar 3 partits amb la selecció japonesa.